# Cukej Gišron
Cukej Gišron (hebrejsky:צוקי גשרון) je vrch o nadmořské výšce cca 200-300 metrů v jižním Izraeli, v pohoří Harej Ejlat.
Nachází se cca 6 kilometrů západně od centra města Ejlat a cca 1 kilometr východně od mezistátní hranice mezi Izraelem a Egyptem. Má podobu výrazného odlesněného skalního hřebene, který probíhá v délce několika kilometrů přibližně severojižním směrem. Jeho svahy na všechny strany prudce spadají do hlubokých údolí, jimiž protékají vádí. Na západní straně je to vádí Nachal Gišron, na východní straně míjí horu vádí Nachal Rechav'am, na severu Nachal Jehošafat. Okolní krajina je členěna četnými skalnatými vrchy. Na východ odtud je to hora Har Jehošafat a Har Rechav'am, podobný typ modelace terénu plynule přechází na západní straně i na egyptské území. Okolí hřebenu je turisticky využíváno, prochází tudy Izraelská stezka, jež nedaleko odtud na egyptské hranici končí.